# Martín Uranga
Martín Ezequiel Uranga (Rosario, Argentina; 5 de febrero de 1980) es un exfutbolista argentino, que jugó como delantero. Militó en diversos clubes de Argentina, Chile y El Salvador. Debutó profesionalmente en Argentino de Rosario en 1998.

## Clubes
| Club                             | País        | Año         |
| -------------------------------- | ----------- | ----------- |
| Argentino de Rosario             | Argentina   | 1998 - 1999 |
| Newell's Old Boys                | Argentina   | 2000 - 2001 |
| Central Córdoba de Rosario       | Argentina   | 2001 - 2002 |
| Palestino                        | Chile       | 2002 - 2003 |
| Arcense                          | El Salvador | 2003        |
| Isidro Metapán                   | El Salvador | 2004        |
| Atlético Tucumán                 | Argentina   | 2004 - 2005 |
| Platense                         | Argentina   | 2005 - 2006 |
| C.A.I.                           | Argentina   | 2006        |
| Guillermo Brown de Puerto Madryn | Argentina   | 2007 - 2008 |
| Juventud Unida Universitario     | Argentina   | 2008        |
| Estudiantes de Río Cuarto        | Argentina   | 2009        |
| Juventud Alianza                 | Argentina   | 2010 - 2013 |
| Deportivo Guaymallén             | Argentina   | 2013 - 2014 |
| Atlético Trinidad                | Argentina   | 2014 - 2015 |